# جبهه دمکراتیک انقلابی خلق اتیوپی
جبهه دمکراتیک انقلابی خلق اتیوپی (امهری: የኢትዮጵያ ሕዝቦች አብዮታዊ ዲሞክራሲያዊ ግንባር) ائتلاف سیاسی حاکم در  اتیوپی است. این جبهه متشکل از چهار حزب است. 